# شيخ حيدر (مقاطعة ديواندرة)
شيخ حيدر (بالفارسية: شیخ حیدر) هي قرية تقع في منطقة مركزية ريفية في إيران. يقدر عدد سكانها بـ 179 نسمة .